# Drehstapelbehälter

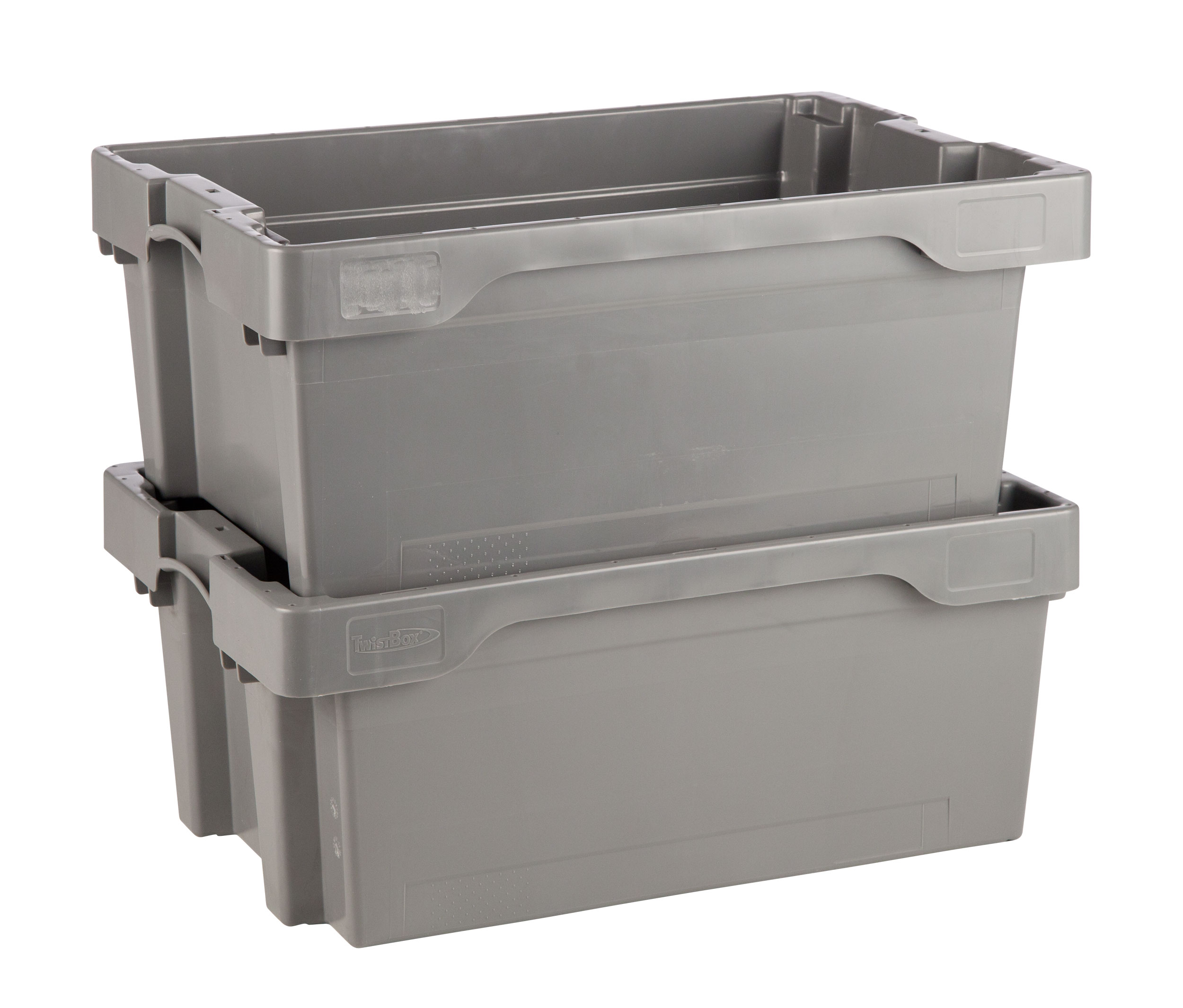
Gestapelte Behälter

Drehstapelbehälter, auch Zwei-Phasen-Behälter oder Raumsparbehälter, sind Transport- oder Lagerbehälter, die aus Kunststoff hergestellt werden. Es ist möglich, die Behälter im Leerzustand ineinander zu nesten, wodurch beim Lagern oder Rücktransport der unbefüllten Boxen eine Volumeneinsparung eintritt. Dazu wird der aufliegende Behälter horizontal um 180 Grad gedreht.

## Beschreibung
Drehstapelbehälter sind starre Behälter, sie lassen sich nicht zusammenlegen. Sie sind im Gegensatz zu nestbaren Behältern ohne weiteres Zubehör stapelbar, da der Boden eines oberen Behälters im abgesetzten Innenrand des unteren Behälters Halt findet. Der obere Rand der Behälter ist umgestülpt und bildet eine umlaufende Griffleiste. 
Konstruktive Besonderheit dieser Behälterform sind asymmetrisch angeordnete, vom Rand zum Boden verlaufende Rippen oder Säulen. In Verbindung mit den sich verjüngenden Seitenwänden führt dies dazu, dass die Behälter nach einer 180-Grad-Drehung entlang ihrer Seitenwände ineinandergleiten können. Der Rand des oberen Behälters kommt dabei auf dem Rand des unteren zu liegen. Durch diese Konstruktion wird die Volumenreduzierung erst ab dem zweiten Behälter wirksam, sie ist also deutlich geringer als z. B. bei vergleichbaren Falt- oder Klappbehältern.
Die Seitenwände der Drehstapelbehälter sind meist geschlossen. Durch die starre Bauweise sind sie hoch belastbar, sowohl was ihre Befüllung als auch was die Auflasten im Stapel angeht. Außerdem sind sie sehr verwindungssteif. Durch ihre konischen Seitenwände umfassen Drehstapelbehälter jedoch ca. 20 % weniger Volumen als vergleichbare Behälter mit lotrechten Seitenwänden.
Drehstapelbehälter werden im Spritzgussverfahren aus Kunststoffgranulat hergestellt. Dazu wird mittels Hitze verflüssigter Kunststoff unter hohem Druck in Metallformen gepresst. Übliche Drehstapelbehälter werden in verschiedenen Grundmaßen bis 800 mm × 600 mm hergestellt.

## Verwendung
Drehstapelbehälter gehören zur Gruppe der nicht-unterfahrbaren Kleinladungsträger (KLT). 
Sie sind eine ältere Bauform der volumenreduzierbaren Behälter. Dennoch finden sie immer noch weite Verbreitung und werden permanent weiterentwickelt.
Drehstapelbehälter kommen häufig auf automatischen Förderanlagen wie Rollenbahnen oder Förderbändern zum Einsatz. 
Auch in der Kurierbranche sind sie der am meisten eingesetzte Behältertyp.